# Campionati del mondo juniores di atletica leggera 2014
I Campionati del mondo juniores di atletica leggera 2014 (15ª edizione), si sono svolti a Eugene, in Oregon (Stati Uniti) dal 22 al 27 luglio. Le competizioni si svolsero presso il Hayward Field.

## Calendario
| Data                   | 22 | 22 | 23 | 23   | 24 | 24 | 25 | 25 | 26 | 26 | 27 | 27 |
| Evento                 |    |    |    |      |    |    |    |    |    |    |    |    |
| ---------------------- | -- | -- | -- | ---- | -- | -- | -- | -- | -- | -- | -- | -- |
| 100 m                  | B  |    |    | SF F |    |    |    |    |    |    |    |    |
| 200 m                  |    |    |    |      | B  | SF |    | F  |    |    |    |    |
| 400 m                  |    | B  |    | SF   |    | F  |    |    |    |    |    |    |
| 800 m                  |    |    |    |      |    |    | B  |    |    | SF |    | F  |
| 1 500 m                | B  |    |    |      |    | F  |    |    |    |    |    |    |
| 5 000 m                |    |    |    |      |    |    |    | F  |    |    |    |    |
| 10 000 m               |    | F  |    |      |    |    |    |    |    |    |    |    |
| Marcia 10 000 m        |    |    |    |      |    |    | F  |    |    |    |    |    |
| 110 m hs               | B  |    |    | SF   |    | F  |    |    |    |    |    |    |
| 400 m hs               |    |    | B  |      | SF |    |    | F  |    |    |    |    |
| 3 000 m siepi          |    |    |    |      |    |    | B  |    |    |    |    | F  |
| Salto in alto          |    |    |    | Q    |    |    |    | F  |    |    |    |    |
| Salto con l'asta       |    |    |    |      | Q  |    |    |    |    | F  |    |    |
| Salto in lungo         |    |    | Q  |      |    | F  |    |    |    |    |    |    |
| Salto triplo           |    |    |    |      |    |    | Q  |    |    |    |    | F  |
| Getto del peso         |    |    |    |      | Q  | F  |    |    |    |    |    |    |
| Lancio del disco       |    |    |    |      |    |    | Q  |    |    | F  |    |    |
| Lancio del martello    |    |    |    |      | Q  |    |    | F  |    |    |    |    |
| Lancio del giavellotto |    |    |    |      |    |    | Q  |    |    |    |    | F  |
| Decathlon              | F  | F  | F  | F    |    |    |    |    |    |    |    |    |
| 4×100 m                |    |    |    |      |    |    |    | B  |    | F  |    |    |
| 4×400 m                |    |    |    |      |    |    |    |    |    | B  |    | F  |

| P | Batterie preliminari | B | Batterie | Q | Qualificazioni | SF | Semifinali | F | Finale |

| Data                   | 22 | 22 | 23 | 23   | 24 | 24 | 25 | 25 | 26 | 26 | 27 | 27 |
| Evento                 |    |    |    |      |    |    |    |    |    |    |    |    |
| ---------------------- | -- | -- | -- | ---- | -- | -- | -- | -- | -- | -- | -- | -- |
| 100 m                  |    | B  |    | SF F |    |    |    |    |    |    |    |    |
| 200 m                  |    |    |    |      | B  | SF |    | F  |    |    |    |    |
| 400 m                  |    |    | B  |      |    | SF |    | F  |    |    |    |    |
| 800 m                  | B  |    | SF |      |    | F  |    |    |    |    |    |    |
| 1 500 m                |    |    |    |      |    |    | B  |    |    |    |    | F  |
| 3 000 m                |    |    |    |      |    | F  |    |    |    |    |    |    |
| 5 000 m                |    |    |    | F    |    |    |    |    |    |    |    |    |
| Marcia 10 000 m        |    |    | F  |      |    |    |    |    |    |    |    |    |
| 100 m hs               |    |    |    |      |    |    | B  |    |    | SF |    | F  |
| 400 m hs               |    |    |    |      |    |    | B  |    |    | SF |    | F  |
| 3 000 m siepi          |    |    |    |      | B  |    |    |    |    | F  |    |    |
| Salto in alto          |    |    |    |      |    |    | Q  |    |    |    |    | F  |
| Salto con l'asta       | Q  |    |    |      |    | F  |    |    |    |    |    |    |
| Salto in lungo         |    | Q  |    | F    |    |    |    |    |    |    |    |    |
| Salto triplo           |    |    |    |      | Q  |    |    |    |    | F  |    |    |
| Getto del peso         |    |    |    |      |    |    | Q  | F  |    |    |    |    |
| Lancio del disco       |    |    |    |      | Q  |    |    | F  |    |    |    |    |
| Lancio del martello    |    | Q  |    | F    |    |    |    |    |    |    |    |    |
| Lancio del giavellotto | Q  |    |    |      |    | F  |    |    |    |    |    |    |
| Eptathlon              | F  | F  | F  | F    |    |    |    |    |    |    |    |    |
| 4×100 m                |    |    |    |      |    |    |    | B  |    | F  |    |    |
| 4×400 m                |    |    |    |      |    |    |    |    |    | B  |    | F  |

## Medagliati

### Uomini
| Specialità | Oro                                                                       | Prestazione | Argento                                                               | Prestazione | Bronzo                                                                | Prestazione |
| Corse piane |                                                                           |             |                                                                       |             |                                                                       |             |
| 100 m | Kendal Williams                                                           | 10"21       | Trayvon Bromell                                                       | 10"28       | Yoshihide Kiryū                                                       | 10"34       |
| 200 m | Trentavis Friday                                                          | 20"04       | Ejowvokoghene Divine Oduduru                                          | 20"25       | Michael O'Hara                                                        | 20"31       |
| 400 m | Machel Cedenio                                                            | 45"13       | Nobuya Kato                                                           | 46"17       | Abbas Abubakar Abbas                                                  | 46"20       |
| 800 m | Alfred Kipketer                                                           | 1'43"95     | Joshua Tiampati Masikonde                                             | 1'45"14     | Andreas Almgren                                                       | 1'45"65     |
| 1.500 m | Jonathan Kiplimo Sawe                                                     | 3'40"02     | Abdi Waiss Mouhyadin                                                  | 3'41"38     | Hillary Cheruiyot Ngetich                                             | 3'41"61     |
| 5.000 m | Yomif Kejelcha                                                            | 13'25"19    | Yasin Haji                                                            | 13'26"21    | Moses Letoyie                                                         | 13'28"11    |
| 10.000 m | Joshua Kiprui Cheptegei                                                   | 28'32"86    | Elvis Kipchoge Cheboi                                                 | 28'35"20    | Nicholas Mboroto Kosimbei                                             | 28'38"68    |
| 10.000 m marcia | Daisuke Matsunaga                                                         | 39'27"19    | Diego García                                                          | 39'51"59    | Paolo Yurivilca                                                       | 40'02"07    |
| Corse a ostacoli |                                                                           |             |                                                                       |             |                                                                       |             |
| 110 hs (99 cm) | Wilhem Belocian                                                           | 12"99       | Tyler Mason                                                           | 13"06       | David Omoregie                                                        | 13"35       |
| 400 hs | Jaheel Hyde                                                               | 49"29       | Ali Khamis Khamis                                                     | 49"55       | Tim Holmes                                                            | 50"07       |
| 3.000 siepi | Barnabas Kipyego                                                          | 8'25"57     | Titus Kipruto Kibiego                                                 | 8'26"15     | Evans Rutto Chematot                                                  | 8'32"61     |
| Salti |                                                                           |             |                                                                       |             |                                                                       |             |
| Salto in alto | Mikhail Akimenko                                                          | 2,24 m      | Dzmitry Nabokau                                                       | 2,24 m      | Woo Sang-hyeok                                                        | 2,24 m      |
| Salto con l'asta | Axel Chapelle                                                             | 5,55 m      | Daniil Kotov                                                          | 5,50 m      | Oleg Zernikel                                                         | 5,50 m      |
| Salto in lungo | Wang Jianan                                                               | 8,08 m      | Lin Qing                                                              | 7,94 m      | Shotaro Shiroyama                                                     | 7,83 m      |
| Salto triplo | Lázaro Martínez                                                           | 17,13 m     | Max Hess                                                              | 16,55 m     | Mateus de Sá                                                          | 16,47 m     |
| Lanci |                                                                           |             |                                                                       |             |                                                                       |             |
| Getto del peso (6 kg) | Konrad Bukowiecki                                                         | 22,06 m     | Denzel Comenentia                                                     | 20,17 m     | Braheme Days                                                          | 20,01 m     |
| Lancio del disco (1,75 kg) | Martin Marković                                                           | 66,94 m     | Henning Prüfer                                                        | 64,18 m     | Sven Martin Skagestad                                                 | 63,21 m     |
| Lancio del giavellotto | Gatis Čakšs                                                               | 74,04 m     | Matija Muhar                                                          | 72,97 m     | Andrian Mardare                                                       | 72,81 m     |
| Lancio del martello (6 kg) | Ashraf Amgad Elseify                                                      | 84,71 m     | Bence Pásztor                                                         | 79,99 m     | Ilya Terentyev                                                        | 76,31 m     |
| Prove multiple |                                                                           |             |                                                                       |             |                                                                       |             |
| Decathlon juniores | Jirí Sykora                                                               | 8135 p.     | Cedric Dubler                                                         | 8094 p.     | Tim Novak                                                             | 7980 p.     |
| Staffette |                                                                           |             |                                                                       |             |                                                                       |             |
| Staffetta 4×100 m | Stati Uniti Jalen Miller Trayvon Bromell Kendal Williams Trentavis Friday | 38"70       | Giappone Takuya Kawakami Yoshihide Kiryū Yuki Koike Masaharu Mori     | 39"02       | Giamaica Raheem Robinson Michael O'Hara Edward Clarke Jevaughn Minzie | 39"12       |
| Staffetta 4×400 m | Stati Uniti Josephus Lyles Tyler Brown Ricky Morgan Michael Cherry        | 3'03"31     | Giappone Julian Jrummi Walsh Kaisei Yui Takamasa Kitagawa Nobuya Kato | 3'04"47     | Giamaica Twayne Crooks Martin Manley Nathon Allen Jaheel Hyde         | 3'04"47     |
| record mondiale; record mondiale stagionale; miglior prestazione mondiale under 20; miglior prestazione mondiale stagionale under 20; record africano; record asiatico; record europeo; record nord-centroamericano e caraibico; record sudamericano; record oceaniano; record dei campionati; record nazionale; record nazionale under 20; record personale; record personale stagionale. |                                                                           |             |                                                                       |             |                                                                       |             |

### Donne
| Specialità | Oro                                                                     | Prestazione | Argento                                                                  | Prestazione | Bronzo                                                                   | Prestazione |
| Corse piane |                                                                         |             |                                                                          |             |                                                                          |             |
| 100 m | Dina Asher-Smith                                                        | 11"23       | Ángela Tenorio                                                           | 11"39       | Kaylin Whitney                                                           | 11"45       |
| 200 m | Kaylin Whitney                                                          | 22"82       | Iréne Ekelund                                                            | 22"97       | Ángela Tenorio                                                           | 23"15       |
| 400 m | Kendall Baisden                                                         | 51"85       | Gilda Casanova                                                           | 52"59       | Olivia Baker                                                             | 53"00       |
| 800 m | Margaret Nyairera Wambui                                                | 2'00"49     | Sahily Diago                                                             | 2'02"11     | Georgia Wassall                                                          | 2'02"71     |
| 1.500 m | Dawit Seyaum                                                            | 4'09"86     | Gudaf Tsegay                                                             | 4'10"83     | Sheila Chepngetich Keter                                                 | 4'11"21     |
| 3.000 m | Mary Cain                                                               | 8'58"48     | Lilian Kasait Rengeruk                                                   | 9'00"53     | Valentina Chepkwemoi Mateiko                                             | 9'00"79     |
| 5.000 m | Alemitu Heroye                                                          | 15'10"08    | Alemitu Hawi                                                             | 15'10"46    | Agnes Tirop                                                              | 15'43"12    |
| 10.000 m marcia | Anežka Drahotova                                                        | 42'47"25    | Wang Na                                                                  | 44'02"64    | Ni Yuanyuan                                                              | 44'16"72    |
| Corse a ostacoli |                                                                         |             |                                                                          |             |                                                                          |             |
| 100 hs | Kendell Williams                                                        | 12"89       | Dior Hall                                                                | 12"92       | Nadine Visser                                                            | 12"99       |
| 400 hs | Shamier Little                                                          | 55"66       | Shona Richards                                                           | 56"16       | Jade Miller                                                              | 56"22       |
| 3.000 siepi | Ruth Jebet                                                              | 9'36"74     | Rosefline Chepngetich                                                    | 9'40"28     | Daisy Jepkemei                                                           | 9'47"65     |
| Salti |                                                                         |             |                                                                          |             |                                                                          |             |
| Salto in alto | Morgan Lake                                                             | 1,93 m      | Michaela Hrubá                                                           | 1,91 m      | Irina Ilieva                                                             | 1,88 m      |
| Salto con l'asta | Alena Lutkovskaya                                                       | 4,50 m      | Desiree Freier                                                           | 4,45 m      | Eliza McCartney                                                          | 4,45 m      |
| Salto in lungo | Akela Jones                                                             | 6.34 m      | Nadia Akpana Assa                                                        | 6.31 m      | Maryse Luzolo                                                            | 6.24 m      |
| Salto triplo | Rouguy Diallo                                                           | 14,44 m     | Liadagmis Povea                                                          | 14,07 m     | Li Xiaohong                                                              | 14,03 m     |
| Lanci |                                                                         |             |                                                                          |             |                                                                          |             |
| Getto del peso | Guo Tianqian                                                            | 17,71 m     | Raven Saunders                                                           | 16,63 m     | Emel Dereli                                                              | 16,55 m     |
| Lancio del disco | Izabela da Silva                                                        | 58,03 m     | Valarie Allman                                                           | 56,75 m     | Navjeet Kaur Dhillon                                                     | 56,36 m     |
| Lancio del giavellotto | Ekaterina Starygina                                                     | 56,85 m     | Sofi Flink                                                               | 56,70 m     | Sara Kolak                                                               | 55,74 m     |
| Lancio del martello | Al'ona Shamotina                                                        | 66.05 m     | Réka Gyuratz                                                             | 64.68 m     | Iliána Korosidou                                                         | 63.67 m     |
| Prove multiple |                                                                         |             |                                                                          |             |                                                                          |             |
| Eptathlon | Morgan Lake                                                             | 6148 p.     | Yorgelis Rodríguez                                                       | 6006 p.     | Nadine Visser                                                            | 5948 p.     |
| Staffette |                                                                         |             |                                                                          |             |                                                                          |             |
| Staffetta 4×100 m | Stati Uniti Teahna Daniels Ariana Washington Jada Martin Kaylin Whitney | 43"46       | Giamaica Sashalee Forbes Kadisha Dallas Saqukine Cameron Natalliah Whyte | 43"97       | Germania Lisa Marie Kwayie Lisa Mayer Gina Lückenkemper Chantal Butzek   | 44"65       |
| Staffetta 4×400 m | Stati Uniti Shamier Little Olivia Baker Shakima Wimbley Kendall Baisden | 3'30"42     | Regno Unito Shona Richards Loren Bleaken Sabrina Bakare Cheriece Hylton  | 3'32"00     | Germania Laura Müller Hannah Mergenthaler Laura Gläsner Ann-Kathrin Kopf | 3'33"02     |
| record mondiale; record mondiale stagionale; miglior prestazione mondiale under 20; miglior prestazione mondiale stagionale under 20; record africano; record asiatico; record europeo; record nord-centroamericano e caraibico; record sudamericano; record oceaniano; record dei campionati; record nazionale; record nazionale under 20; record personale; record personale stagionale. |                                                                         |             |                                                                          |             |                                                                          |             |

## Medagliere
| Pos.   | Nazione           | Oro | Argento | Bronzo | Totale |
| ------ | ----------------- | --- | ------- | ------ | ------ |
| 1      | Stati Uniti       | 11  | 5       | 5      | 21     |
| 2      | Kenya             | 4   | 5       | 7      | 16     |
| 3      | Etiopia           | 3   | 3       | 0      | 6      |
| 4      | Regno Unito       | 3   | 2       | 1      | 6      |
| 5      | Russia            | 3   | 1       | 2      | 6      |
| 6      | Francia           | 3   | 0       | 0      | 3      |
| 7      | Cina              | 2   | 2       | 2      | 6      |
| 8      | Rep. Ceca         | 2   | 1       | 0      | 3      |
| 9      | Cuba              | 1   | 4       | 0      | 5      |
| 10     | Giappone          | 1   | 3       | 2      | 6      |
| 11     | Giamaica          | 1   | 2       | 3      | 6      |
| 12     | Bahrein           | 1   | 1       | 1      | 4      |
| 13     | Brasile           | 1   | 0       | 1      | 2      |
| 13     | Croazia           | 1   | 0       | 1      | 2      |
| 15     | Barbados          | 1   | 0       | 0      | 1      |
| 15     | Lettonia          | 1   | 0       | 0      | 1      |
| 15     | Polonia           | 1   | 0       | 0      | 1      |
| 15     | Qatar             | 1   | 0       | 0      | 1      |
| 15     | Trinidad e Tobago | 1   | 0       | 0      | 1      |
| 15     | Uganda            | 1   | 0       | 0      | 1      |
| 15     | Ucraina           | 1   | 0       | 0      | 1      |
| 22     | Germania          | 0   | 2       | 5      | 7      |
| 23     | Svezia            | 0   | 2       | 1      | 3      |
| 24     | Ungheria          | 0   | 2       | 0      | 2      |
| 25     | Paesi Bassi       | 0   | 1       | 2      | 3      |
| 26     | Australia         | 0   | 1       | 1      | 2      |
| 26     | Ecuador           | 0   | 1       | 1      | 2      |
| 26     | Norvegia          | 0   | 1       | 1      | 2      |
| 29     | Bielorussia       | 0   | 1       | 0      | 1      |
| 29     | Gibuti            | 0   | 1       | 0      | 1      |
| 29     | Nigeria           | 0   | 1       | 0      | 1      |
| 29     | Slovenia          | 0   | 1       | 0      | 1      |
| 29     | Spagna            | 0   | 1       | 0      | 1      |
| 34     | Grecia            | 0   | 0       | 1      | 1      |
| 34     | India             | 0   | 0       | 1      | 1      |
| 34     | Corea del Sud     | 0   | 0       | 1      | 1      |
| 34     | Moldavia          | 0   | 0       | 1      | 1      |
| 34     | Nuova Zelanda     | 0   | 0       | 1      | 1      |
| 34     | Perù              | 0   | 0       | 1      | 1      |
| 34     | Turchia           | 0   | 0       | 1      | 1      |
| Totale | Totale            | 44  | 44      | 44     | 132    |